# بيشونين

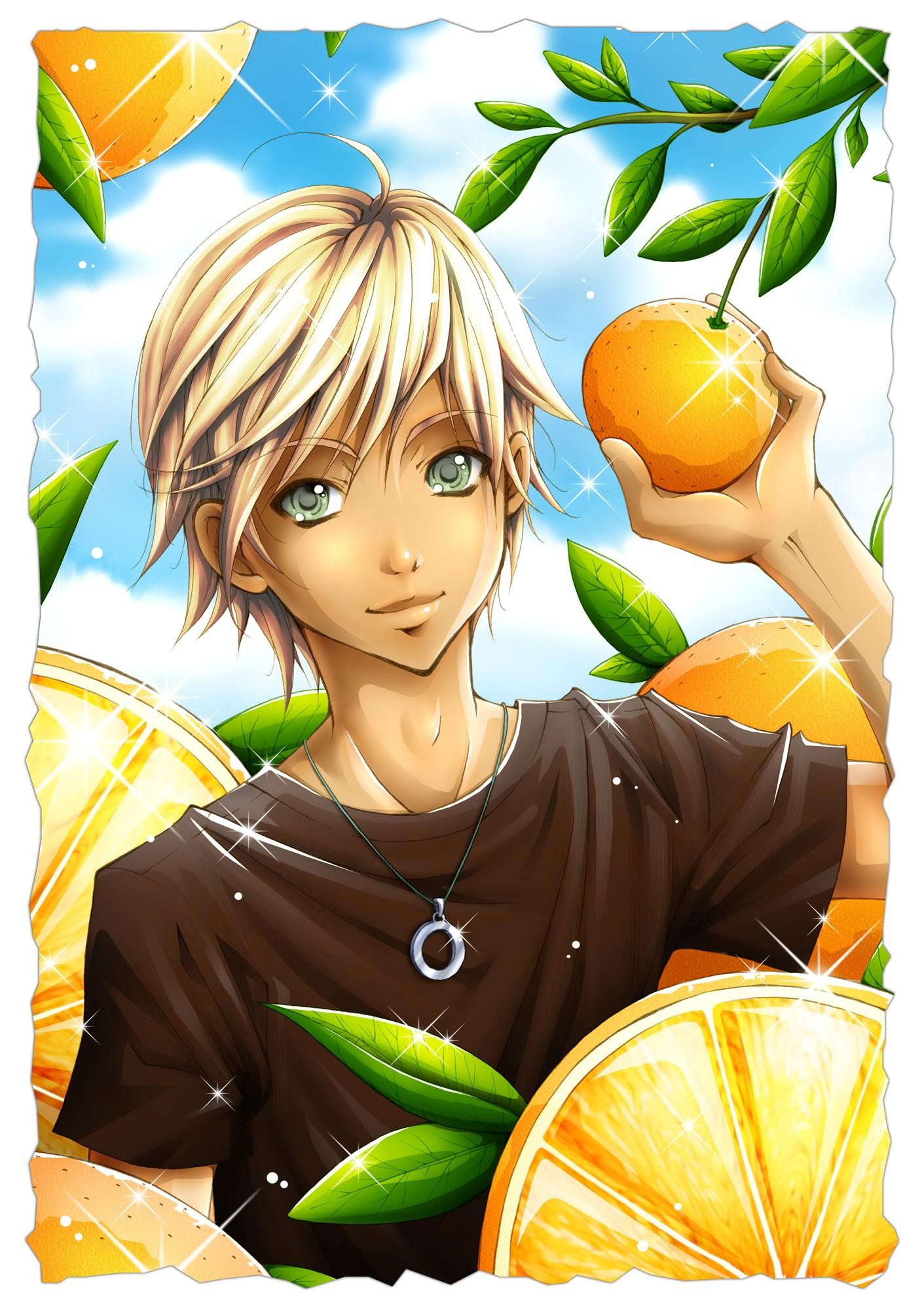

## التعريف
هو مصطلح باللغة اليابانيه معناه الحرفي «فتى يافع جميل» وتصف فلسفة جمال يمكن ان تجدها في مناطق متباينة ومختلفة في شرق آسيا: فتى يمتلك جمال انثوي المظهر. اصل هذه الكلمة من قصيدة سلالة تانغ الحاكمة «الثمانية الخالدين من كأس النبيذ» ل 'دو فو'. اظهرت دوما التجلي الاقوى لثقافة شعبية في اليابان، نالت شعبية بسبب اسلوب فرق الروك الغنائية عام 1970 ، ولكن لها جذور في الادب الياباني القديم، الهوموسوشال (أي علاقات ذات الجنس الواحد لاغراض الصداقة والمعرفة) والهوموايروتك (المثلية الجنسية) كانت من الافكار المثلى للامبراطورية الصينية في القرون الوسطى والمثقفين، والمفهوم الهندي للجمال المأخوذ من الهندوسية، الذي استورد إلى الصين عن طريق البوذية. اليوم بيشونين تشهد شعبية كبيرة بين الفتايات والنساء في اليابان. اسباب هذه الظاهرة الاجتماعية قد تكمن بالعلاقات الاجتماعية الاستثنائية التي وجدت بين الجنسين. البعض أخذ ينظر إلى ان البيشونين توفر صورة غير تقليدية للعلاقات بين الجنسين. علاوة على ذلك فهي تكسر الصورة النمطية المحاطة بالذكور ذوي الشخصيات ذات الطابع الانثوي. بالعادة توضح عن طريق قدرات فنون قتال قوية، مهارات رياضية، ذكاء عالي، التأنق، أو حس الكوميديا الهزلية، صفات بالعادة تعطى للبطل/ بطل الرواية.

## الاستخدام
بعض من غير اليابانين، خاصة الامريكان، محبو الانمي والمانغا يستخدمون هذا المصطلح للإشارة إلى شخصية ذكر جذابة بغض النظر عن العمر، أو أي صفة مثلية. الا ان في الاصل الياباني، بيشونين تنطبق على الاولاد دون سن ال 18. اما لمن هم أكبر من ذلك فتستخدم 'بيدانشي' (أي رجل جميل) بدلا من 'بيشونين'. اخرون يفضلون 'بيشي'
و هو مصطلح ذا طابع محايد جنسيا، ولكن هذه المصطلحات تبقى اقل شعبية، المصطلح 'بينانشي' كان ذو شعبية في عام 1980. 'بيشونين' تستخدم احيانا لوصف صفات انثى خنثوية، مثل ممثلين التاكارازوكا ، لادي اوسكار، أو أي امراة تتصف بصفات الصورة النمطية للبيشونين.
المغني البوب الإسكتلندي 'موموس' استخدم المصطلح بشكل ملحوظ في اغنيته 'بيشونين' . تصل مدتها إلى 8 دقائق، الاغنية تتلو قصة شاب ولد ليموت كشب يافع على يد زوج امه غريب الاطوار.

## بيشونين وبيشوجو
بيشوجو (فتاة جميلة) بالعادة تعتبر بشكل خاطئ انها موازية بالمعنى ل 'بيشونين' بسبب الهيئة المتشابهة بين المصطلحين، هنالك اختلاف كبير جدا بين فلسفتي الجمال هاتين. فلسفة الجمال 'بيشوجو' هي موجهه لجمهور الذكور وبالعادة تتمركز حول الفتيات اليافعات، مرسومين باسلوب ظريف وجميل؛ و 'البيشونين' توجه للإناث، تتمركز حول الفتيان المراهقين، مرسومين بطريقة انيقة. اعتبار شخصيات الإناث في بيشونين مانغا أو انيمي على انهم بيشوجو هو أحد الاخطاء الشائعة. بالحقيقة شخصيات الإناث في بيشونين مانغا مختلفين جدا عن اللذين في بيشوجو؛ فيكونون أكثر نعومة ومرسومين بطريقة أكثر ظريفة من جميلة. بينما الإناث في بيشونين يمثلون الاطراف الطويلة والانيقة للبيشونين.